# Res perit domino
 (février 2014).
Si vous disposez d'ouvrages ou d'articles de référence ou si vous connaissez des sites web de qualité traitant du thème abordé ici, merci de compléter l'article en donnant les références utiles à sa vérifiabilité et en les liant à la section « Notes et références ».
L'adage « res perit domino » est relatif au transfert des risques dans les contrats ayant un effet translatif (contrat de vente, donation…). Cela signifie que si la chose a péri, ce sera au propriétaire de celle-ci d'en supporter la perte. 
Par exemple, soit une vente d'un véhicule d'occasion dans laquelle il est prévu que la livraison ne sera effectuée qu'une semaine plus tard, si pendant ce temps le véhicule subit un dommage (destruction, accident…), il incombera au propriétaire (l'acquéreur puisque le transfert de propriété s'effectue solo consensu) d'en supporter la perte ; en d'autres termes, il devra quand même en payer le prix, peu importe que la chose eut été détruite.

## Droit par État

### Droit français
Dans le code civil, l'adage est codifiée dans l'art. 1196, alinéa 3, 1re phrase.

### Droit québécois (Canada)
L'article 950 du Code civil du Québec énonce que «  le propriétaire du bien assume les risques de perte ».
L'article 2115 (1) C.c.Q. dispose que « l’entrepreneur est tenu de la perte de l’ouvrage qui survient avant sa délivrance sauf si elle est due à la faute du client ou que celui-ci est en demeure de recevoir l’ouvrage.  ». Il s'agit d'une application du principe res perit domino.